# 京都芸術センター

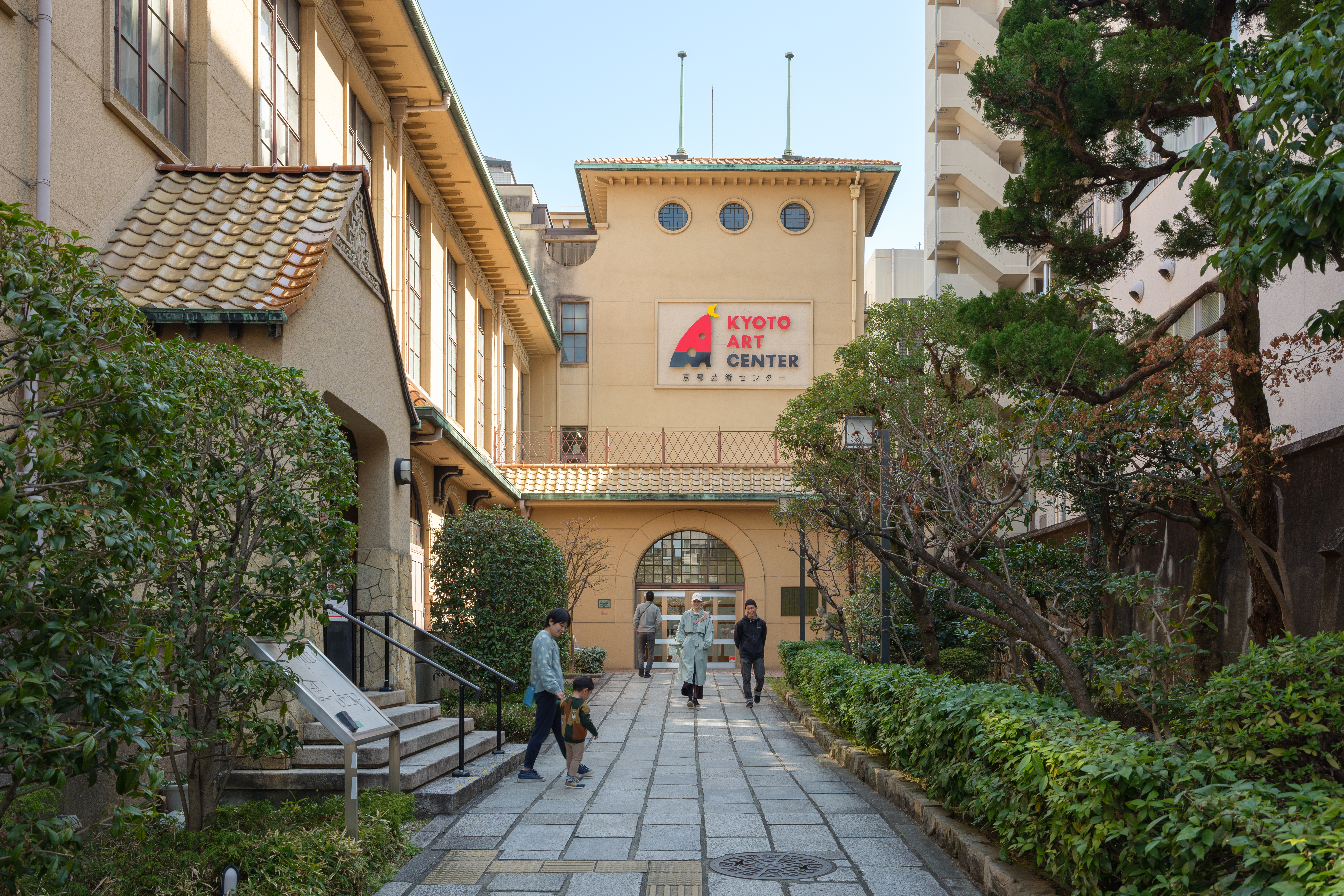
正門前より外観　撮影： 高野友実

京都芸術センター（きょうとげいじゅつセンター）は、京都市の中心部にある芸術振興の拠点施設。1869年に京都の町衆たちの力で開校した番組小学校の流れをくむ明倫小学校が1993年に閉校になった後、京都市、アーティスト、その他芸術に関する活動を行う者が連携し、京都市における芸術の総合的な振興を目指して、元明倫小学校の跡地と校舎を利用し、2000年4月に開設。

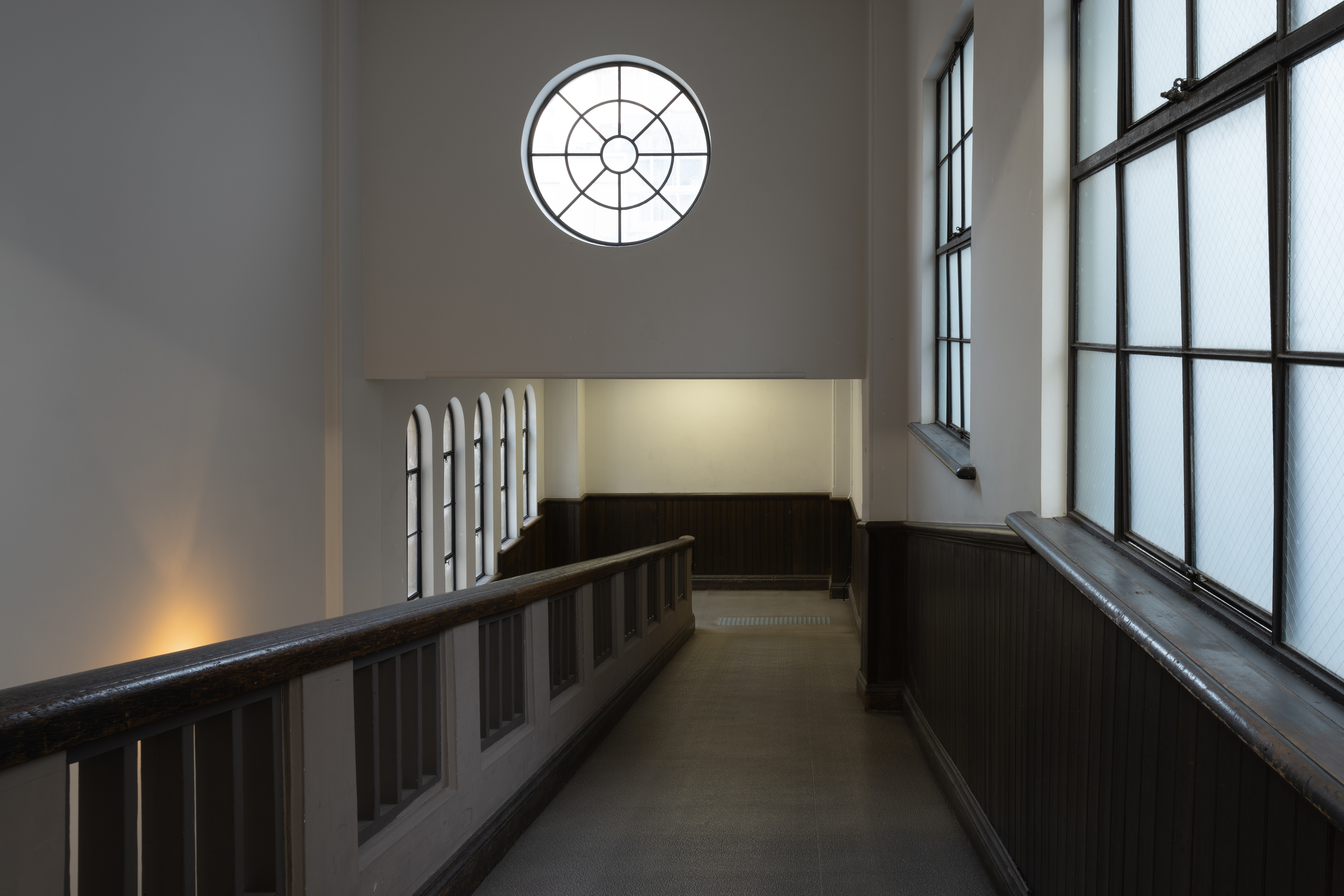
北館スロープ（撮影：高野友実）

現在、公益財団法人京都市芸術文化協会が指定管理者として管理・運営しており、「ジャンルを問わない若い世代の芸術家の制作活動の支援」、「さまざまなメディアを用いた、芸術文化に関する情報の収集と発信」、「芸術家と市民あるいは芸術家相互の交流の促進」の3つを中心に活動を行っている。館長は建畠晢（多摩美術大学学長）。

## 主な実施事業
京都芸術センターでは、伝統芸能から現代芸術まで、多様なジャンルの事業を実施している。主な事業には、様々なジャンルで活躍するアーティスト等を席主に迎え開催する「明倫茶会」、講堂やフリースペースを活用し実施される演劇・ダンス・音楽などの舞台芸術の公演、ギャラリー北・南を中心に開催される展覧会などがある。そのほか、京都芸術センター内に設けられた「制作室」と呼ばれるスタジオを審査によって選ばれたアーティストに無償で貸し出す制作支援事業や、国内外の文化施設と連携しアーティストの招聘や派遣を行うアーティスト・イン・レジデンス・プログラムも実施している。また、「制作室」を利用しているアーティストが市民向けにワークショップや公開稽古等を「明倫ワークショップ」と題し、開設以来継続的に実施している。

## 設備

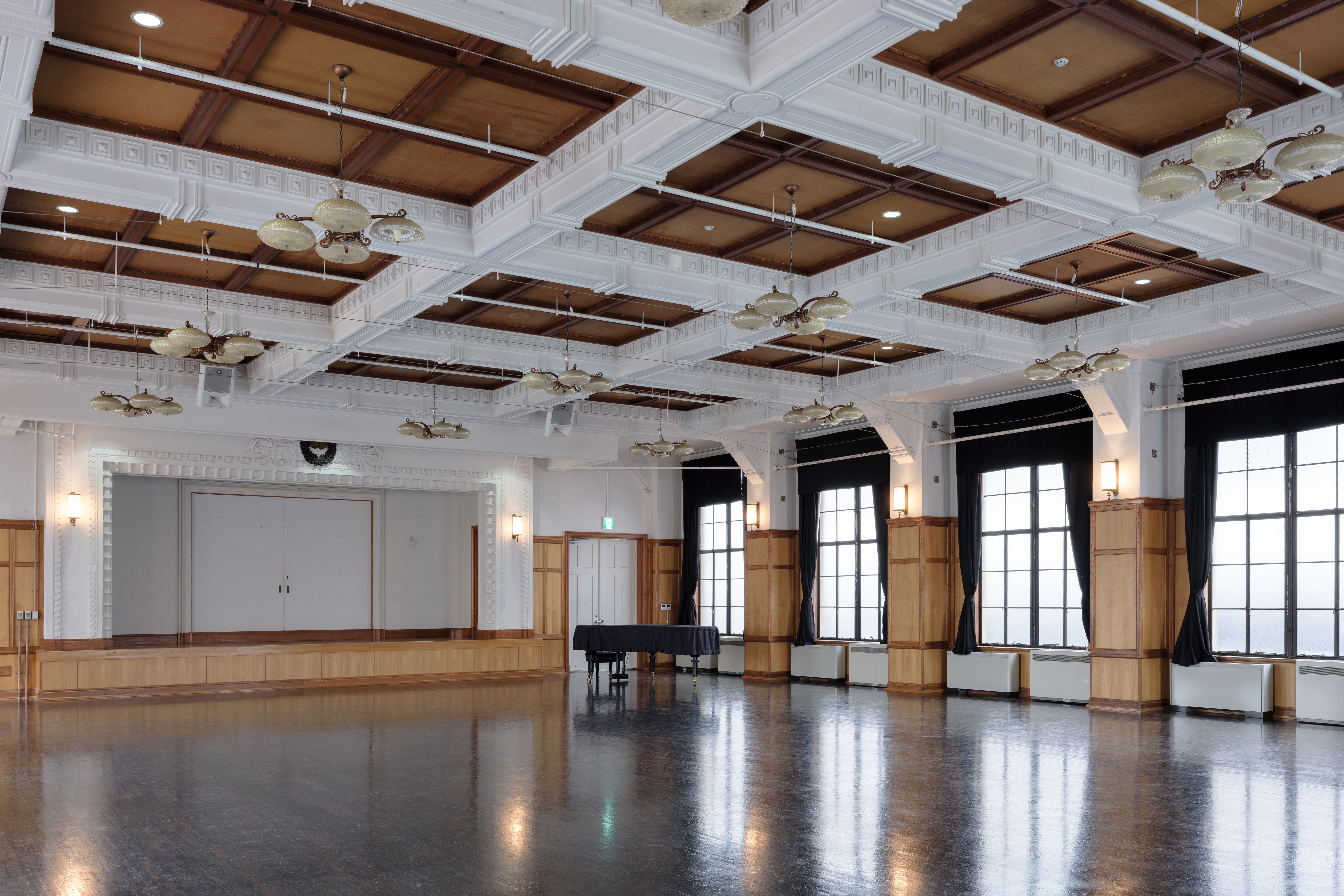
講堂（撮影：高野友実）

1869年に開校し、1931年に改築された元明倫小学校の建物と敷地を改修し利用している。鉄筋コンクリート造り3階（一部4階）建の京都芸術センター内には、制作室、和室「明倫」、ギャラリー北・南、講堂、大広間、フリースペース、図書室、情報コーナー、カフェ（前田珈琲明倫店）などがある。2008年、西館・南館・北館・正門及び塀が国の登録有形文化財に登録。

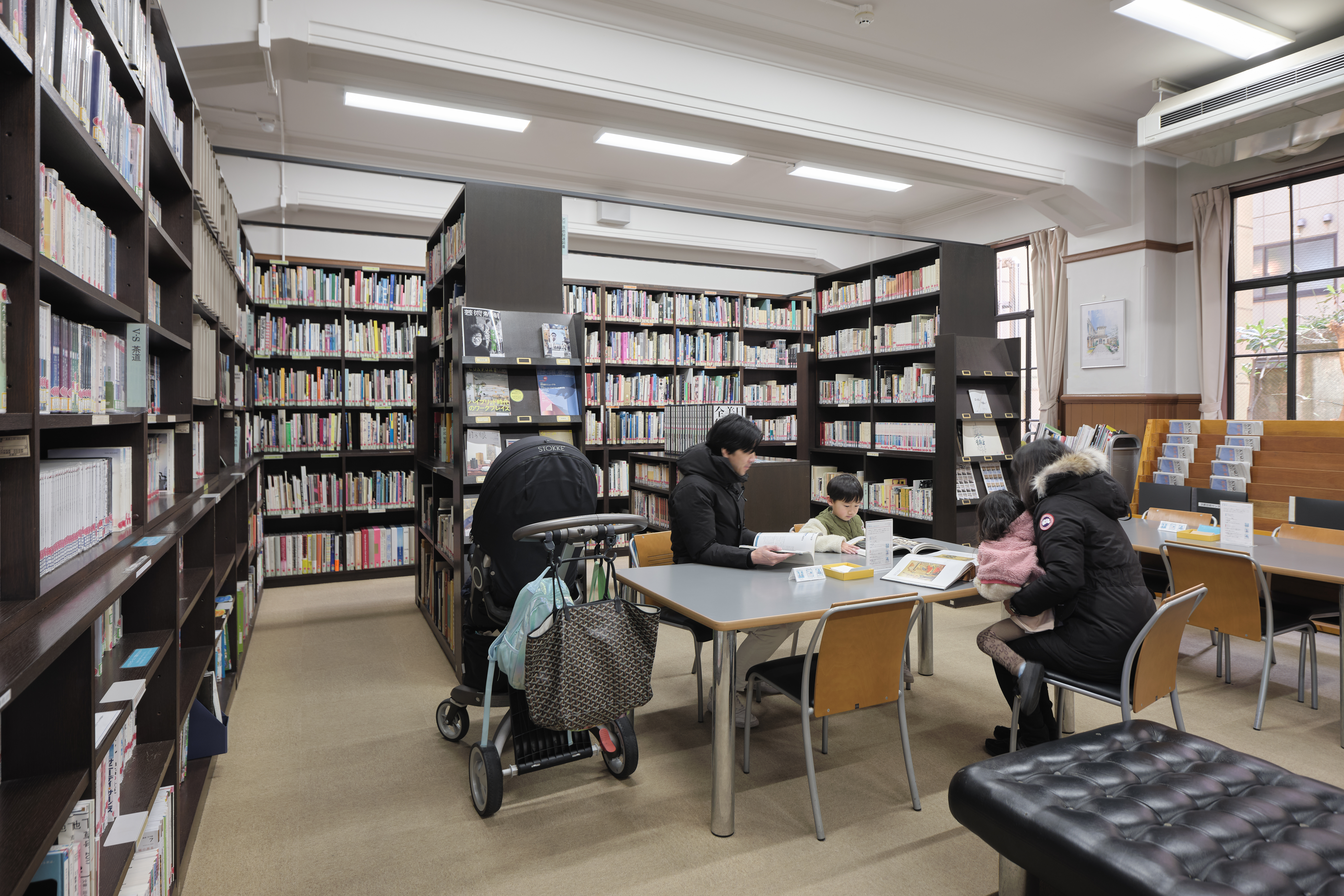
図書室（撮影：高野友実）

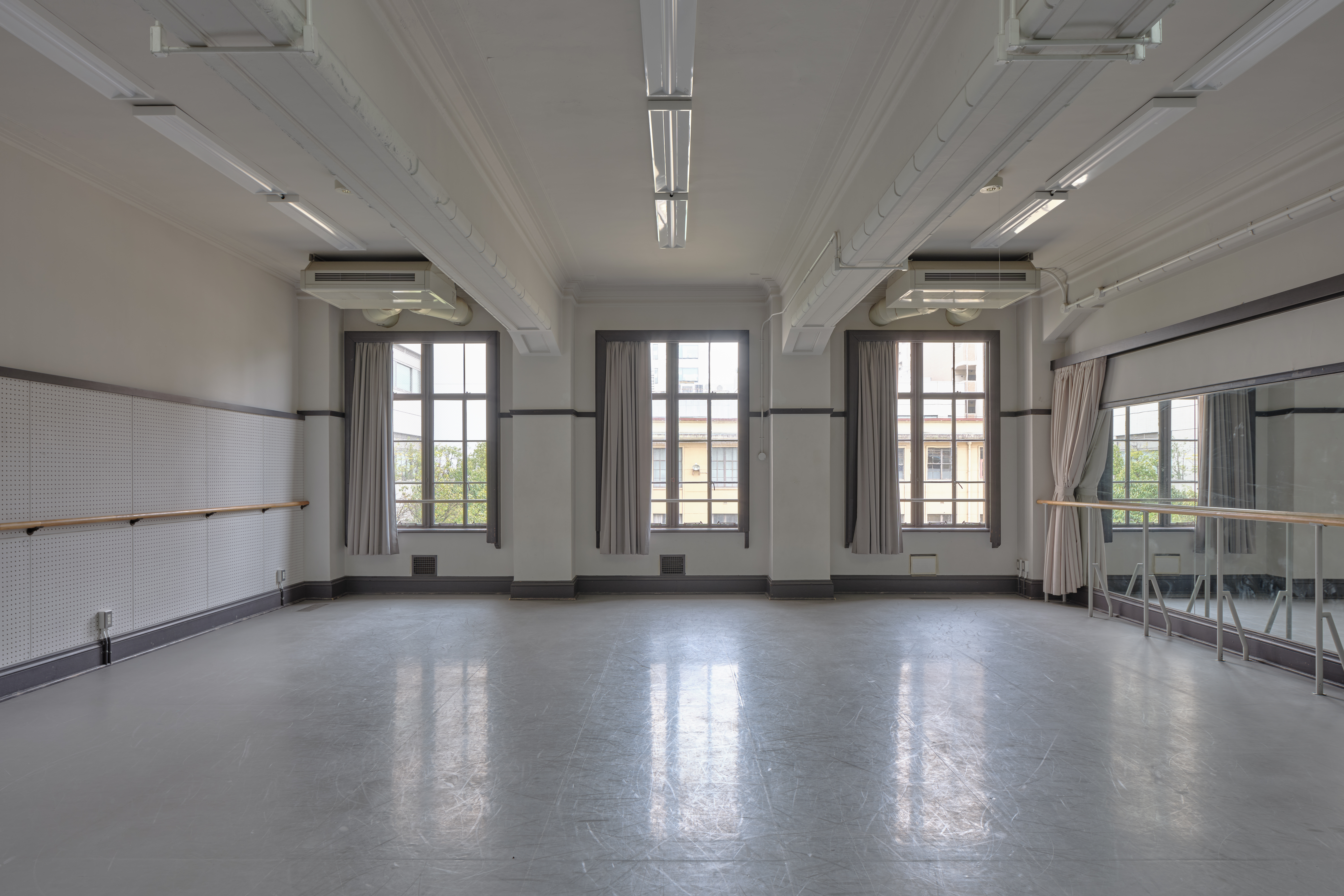
制作室10（撮影：高野友実）

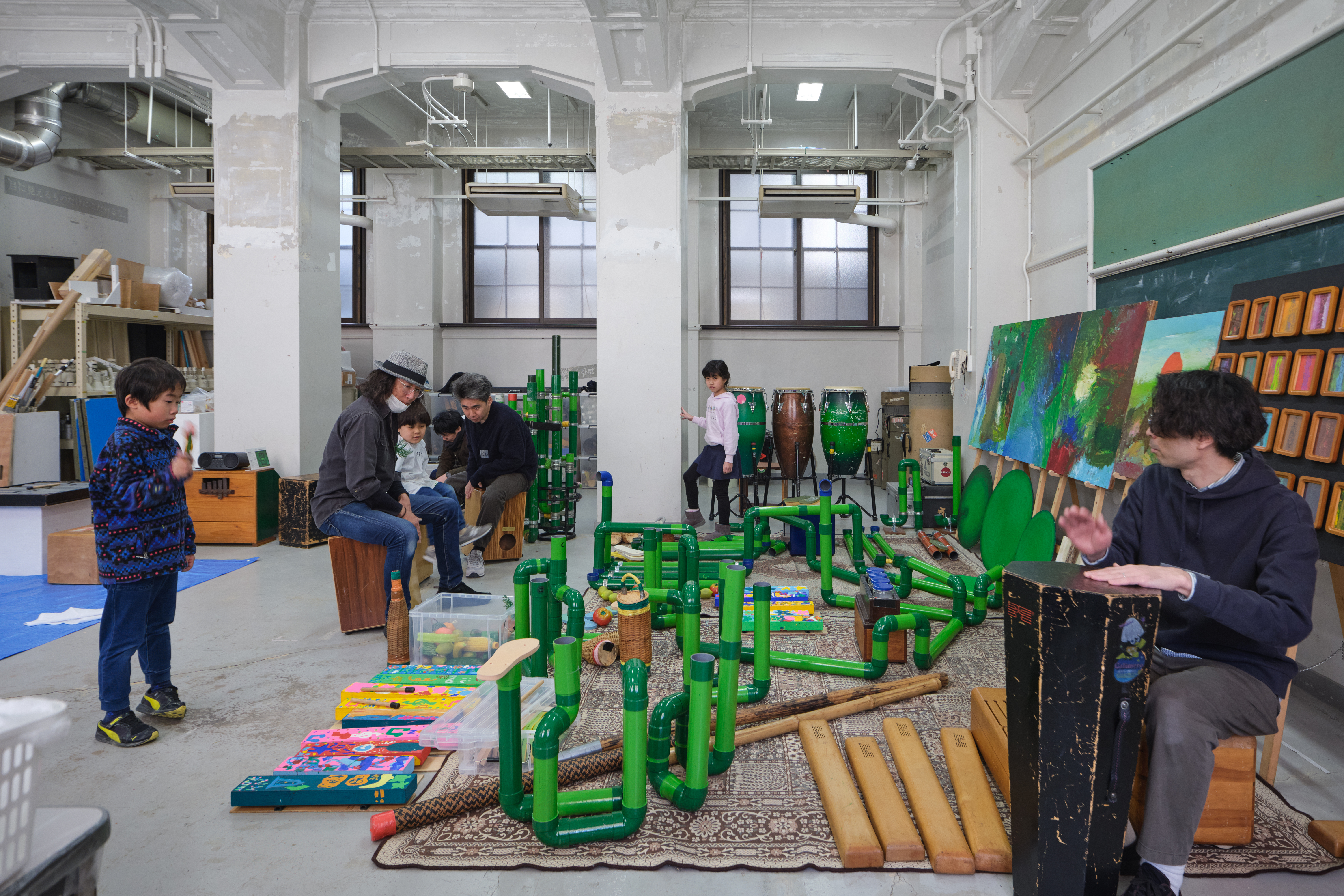
制作室での明倫ワークショップの様子（撮影：高野友実）

## アクセス
阪急京都本線烏丸駅、地下鉄烏丸線四条駅、京都市営バス・京都バス・京阪バス・西日本ジェイアールバス四条烏丸停留所から徒歩5分
- 所在地、京都市中京区室町通蛸薬師下ル山伏山町546-2

## 沿革

### 前史
- 1782年（天明2年） - 手島堵庵、三条橋東北に明倫舎開設。2代目手島和庵により占出山町に移転。3代目上河淇水により規模を拡充。
- 1869年（明治2年9月） - 明倫舎跡地に下京第三番組小学校（のちの京都市立明倫小学校）が開校[7]。
- 1931年（昭和6年） - 鉄筋コンクリート造りに改築。
- 1993年（平成5年） - 京都市立明倫小学校が閉校。
- 1996年（平成8年） - 「学校跡地利用審議会」・「京都市芸術文化振興計画」において元明倫小学校を「芸術文化交流センター」として活用する計画が策定される。

### 京都芸術センターとして
- 2000年（平成12年）4月 - 元明倫小学校の校舎を一部改装・増築の上、開館。
- 2008年（平成20年）7月23日 - 国の登録有形文化財に登録。
- 2010年（平成22年）3月-京都芸術センター開設10周年。記念事業及び記録集の公刊。

## アート・コーディネーター
京都芸術センターの事業を企画・運営する専門職員としてアート・コーディネーターを採用している。美術館でもなく劇場でもないアートセンターの専門職員としてどのような職名が適切か検討された結果、アート・コーディネーターが選ばれた。京都芸術センター自体がキャリアが浅く将来が期待されるアーティストの支援を主目的とする施設であることから、そのような芸術家の活動を支える人材の育成も目指し、採用されている。単年度契約の3年任期。経験者は、全国の美術館、劇場、大学、フェスティバルの事務局などで活躍している。

## 関連図書
- 京都芸術センター発行誌 『diatxt.(ダイアテキスト)』
- 松本 茂章『芸術創造拠点と自治体文化政策～京都芸術センターの試み～』水曜社 2005年 ISBN 4880651575、ISBN 978-4880651576
- 『都市研究・京都』15～19号